# Orlando Fantoni
Orlando Fantoni noto anche col nome italianizzato Orlando Fantoni IV e conosciuto in Brasile come Titio Fantoni (Belo Horizonte, 4 maggio 1917 – Salvador, 5 giugno 2002) è stato un calciatore e allenatore di calcio brasiliano con passaporto italiano.

## Biografia
Orlando Fantoni nasce a Belo Horizonte il 4 maggio 1917, quarto della dinastia dei Fantoni.
La dinastia dei 3 fratelli calciatori, oltre a 1 cugino, si compone oltre a lui anche di: João, Leonízio e il cugino Octavio.

## Palmarès

### Allenatore
- Campionato venezuelano: 5

Universidad Central: 1957
Deportivo Portugués: 1958
Deportivo Italia: 1961, 1963, 1966
- Campionato Mineiro: 1

Cruzeiro: 1968
- Campionato Pernambucano: 1

Náutico: 1975
- Campionato Baiano: 3

Bahia: 1976, 1986, 1987
- Campionato Carioca: 1

Vasco da Gama: 1977
- Campionato Gaúcho: 1

Grêmio: 1979